# Estación de San Fernando-Bahía Sur
San Fernando-Bahía Sur es una estación de ferrocarril situada en el municipio español de San Fernando, en la provincia de Cádiz, comunidad autónoma de Andalucía. Dispone de servicios de Larga y Media Distancia. Además forma parte de la línea C-1 de Cercanías Cádiz.

## Situación ferroviaria
Se encuentra en el punto kilométrico 145,4 de la línea férrea de ancho ibérico Alcázar de San Juan-Cádiz. El kilometraje toma como punto de partida la ciudad de Sevilla, ya que este trazado va unido a la línea Sevilla-Cádiz posteriormente integrada por Adif en la ya mencionada línea Alcázar de San Juan-Cádiz. El tramo es de vía doble y está electrificado.

## Historia
En 1992 se construyó en San Fernando el centro comercial y hotel Bahía Sur en terrenos de las salinas. La gran cantidad de público que esto atrajo llevó a la construcción de un apeadero en la línea C-1 de Cercanías Cádiz con el nombre de Bahía Sur, situado al sur de la Isla de León junto al área comercial del mismo nombre.
Diez años después, cuando se había llevado a cabo el soterramiento de las vías férreas en Cádiz como primer paso para la duplicación y mejora del trazado de la línea Cádiz-Sevilla, se planteó la ejecución de un soterramiento en San Fernando, condenando a la desaparición a la estación principal del municipio. Así pues, empezó a allanarse el terreno en torno al apeadero de Bahía Sur para construir una nueva estación que reemplazase a la de San Fernando como parada de trenes de Media Distancia y Larga Distancia. Esta obra conllevaba tirar el paso elevado sobre la CA-33 y construir uno nuevo que diera acceso a un nuevo vestíbulo superior de la estación, de manera que saliendo de la misma pueda llegarse por igual al centro urbano o al área comercial.
Para no interrumpir el tráfico en la línea, se fueron poniendo en servicio las nuevas vías una por una a la vez que se iba desmantelando la antigua, siendo la vía 4 actual la última en ponerse en servicio y la vía 3 la primera. El vestíbulo nuevo se abrió parcialmente para acceder a las vías 1 y 3 en abril de 2007, añadiéndose la puesta en servicio de la vía 2 en julio de 2007, y ya en octubre de 2007 se puso en servicio la estación en su conjunto como la nueva estación central de ferrocarril de San Fernando, cambiando su denominación por San Fernando-Bahía Sur.

## Servicios ferroviarios

### Larga Distancia
Tres Alvia diarios en ambos sentidos con parada en la estación unen San Fernando con Cádiz y Madrid pasando por Sevilla, Córdoba o Ciudad Real.
En 2021 recuperó el servicio ferroviario directo con Barcelona, que perdió en 2010 con la supresión del Trenhotel.

### Media Distancia
Todos los trenes MD de la línea 65 que opera Renfe se detienen en la estación. Dicha línea cubre el trayecto Sevilla-Cádiz aunque algunas relaciones continúan o provienen de Córdoba o Jaén. Hasta el año 2013, el trayecto Jaén-Cádiz también se cubría diariamente con trenes Avant.

### Cercanías
La estación tiene servicio de Cercanías con una frecuencia que oscila entre 15 y 60 min hacia Cádiz y entre 30 y 60 min hacia Jerez de la Frontera los días laborables y 60 min los fines de semana y festivos. Los días laborables es cabecera de algunos servicios de cercanías, lo que refuerza el servicio entre Cádiz y San Fernando. En el sistema tarifario de Cercanías Cádiz se ubica esta estación en zona 2.